# 奥里瓦勒
奥里瓦勒（法語：Orival，法語發音：[ɔʁival]）是法国滨海塞纳省的一个市镇，属于鲁昂区。

## 地理
奥里瓦勒（49°18'44"N, 0°59'48"E）面积9.55 平方千米，位于法国诺曼底大区滨海塞纳省，该省份为法国北部沿海省份，其西部及北部濒大西洋英吉利海峡，东起顺时针与索姆省、瓦兹省、厄尔省和卡爾瓦多斯省接壤。
与奥里瓦勒接壤的市镇（或旧市镇、城区）包括：克莱翁、埃尔伯夫、大库罗讷、拉隆德、瓦塞勒、圣欧班莱塞尔伯夫。

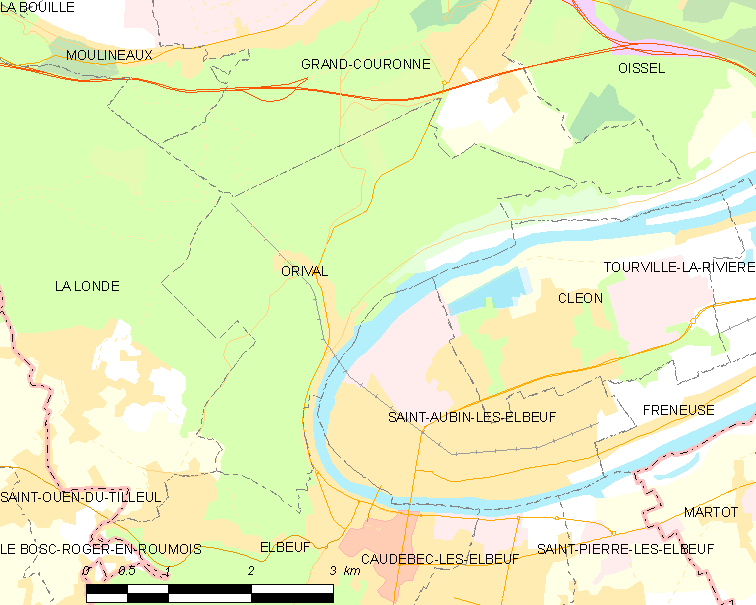
奥里瓦勒的OSM定位图

奥里瓦勒的时区为UTC+01:00、UTC+02:00（夏令时）。

## 行政
奥里瓦勒的邮政编码为76500，INSEE市镇编码为76486。

## 政治
奥里瓦勒所属的省级选区为埃尔伯夫县。

## 人口

1962-2008年间奥里瓦勒人口变化图示

奥里瓦勒于2022年1月1日时的人口数量为839人。